# میلن پتکوو
میلن پتکوو (بلغاری: Милен Петков؛ زادهٔ ۱۲ ژانویهٔ ۱۹۷۴) یک بازیکن فوتبال اهل بلغارستان است.
وی همچنین در تیم ملی فوتبال بلغارستان بازی کرده است.